# Pella (Nordkap)
Pella ist eine Ansiedlung im Distrikt Namakwa, in der Provinz Nordkap in Südafrika. Auf einer Fläche von 477,83 Quadratkilometern leben (Stand 2011) 2470 Menschen, nach anderer Quelle auch bis zu 8000 Einwohner.
Mehr als 96 Prozent der Einwohner von Pella sind Coloureds und sprechen Afrikaans.

## Geschichte

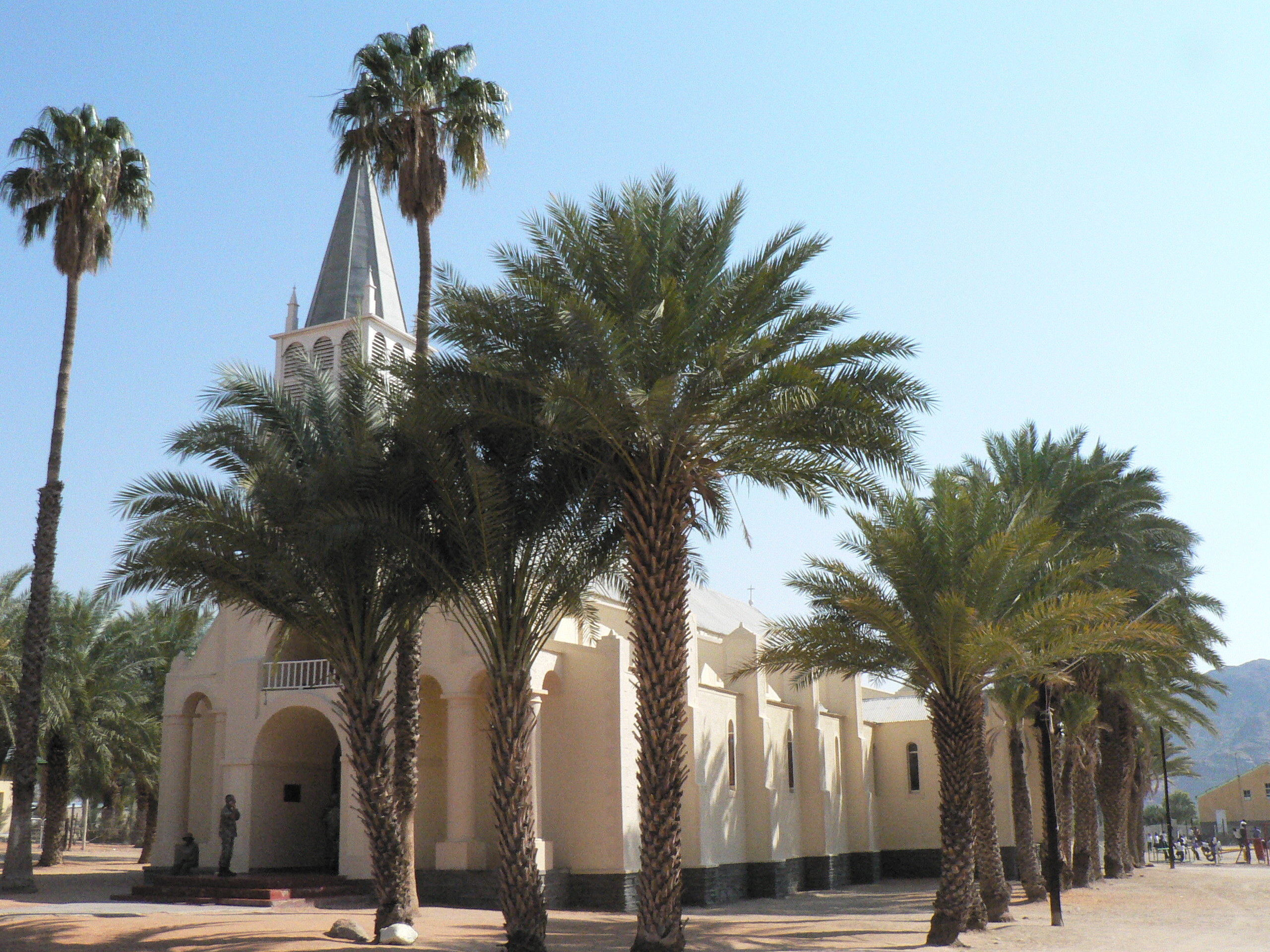
Kathedrale von Pella

Der Ort wurde 1814 von britischen Missionaren der London Missionary Society unter seinem jetzigen Namen gegründet. Zuvor war Pella bei den Nama und Khoisan als Cammas Fonteyn bekannt. Heimatlose Khoisan aus Namibia, die nach dem Verlust der Schlachten im Namaqualand unter Jager Afrikaner eine neue Heimat suchten, siedelten sich hier an.
Die Stadt wurde nach Pella, dem Ort der historischen Flucht von Christen über den Jordan, benannt.
Pella ist Geburts- und Lebensort von historisch wichtigen Persönlichkeiten, darunter den Kapteinen der Witbooi, Kibo und Hendrik.

## Wirtschaft
Pella ist vor allem für seine Kathedrale touristisch beliebt. Diese wurde 1894 von den Glaubensbrüdern des Franz von Sales in neugotischen Baustil errichtet.

## Söhne und Töchter der Stadt
- Simon Kooper (?–1913)
- Hendrik Witbooi (1830–1905)
- Moses Witbooi (1807/1808–1888)